# تانستال، کنت
تانستال (به انگلیسی: Tunstall) یک روستا و محله مدنی در بریتانیا است که در Swale واقع شده‌است. تانستال ۸۸۴ نفر جمعیت دارد.